# Pinela
Pinela é uma povoação portuguesa sede da Freguesia de Pinela do Município de Bragança, freguesia com 22,65 km² de área e 227 habitantes (censo de 2021), tendo, por isso, uma densidade populacional de 10 hab./km².

## Demografia
A população registada nos censos foi:
| Distribuição da População por Grupos Etários | Distribuição da População por Grupos Etários | Distribuição da População por Grupos Etários | Distribuição da População por Grupos Etários | Distribuição da População por Grupos Etários |
| -------------------------------------------- | -------------------------------------------- | -------------------------------------------- | -------------------------------------------- | -------------------------------------------- |
| Ano                                          | 0-14 Anos                                    | 15-24 Anos                                   | 25-64 Anos                                   | > 65 Anos                                    |
| 2001                                         | 24                                           | 25                                           | 112                                          | 83                                           |
| 2011                                         | 15                                           | 14                                           | 106                                          | 84                                           |
| 2021                                         | 6                                            | 16                                           | 92                                           | 113                                          |